# Гай Салвий Вителиан (консул 96 г.)
Гай Салвий Вителиан (на латински: Gaius Salvius Vitellianus) е политик и сенатор на Римската империя през 1 век.
Произлиза от фамилията Салвии от Урбс Салвия в Мачерата от tribus Velina. Син е на Гай Салвий Либерал Ноний Бас (суфектконсул 85 г. и проконсул на провинция Македония). Роднина е на Луций Флавий Силва Ноний Бас (консул 81 г.).
Около 96 г. той е вероятно суфектконсул.